# Marmosa mexicana
Marmosa mexicana là một loài động vật có vú trong họ Didelphidae, bộ Didelphimorphia. Loài này được Merriam mô tả năm 1897.